# Codonopsis thalictrifolia
Codonopsis thalictrifolia är en klockväxtart som beskrevs av Nathaniel Wallich. Codonopsis thalictrifolia ingår i släktet Codonopsis, och familjen klockväxter. Inga underarter finns listade i Catalogue of Life.